# Desmiphora venosa
Desmiphora venosa är en skalbaggsart som beskrevs av Bates 1866. Desmiphora venosa ingår i släktet Desmiphora och familjen långhorningar. Inga underarter finns listade i Catalogue of Life.